# Kvirin od Neussa
Sveti Kvirin od Neussa (njem. Quirin, Quirinus; - Rim, 30. ožujka 116.), kršćanski mučenik i svetac koji se štuje u Katoličkoj i pravoslavnim crkvama. Njegov obred ima središte u Neussu u Njemačkoj, iako je bio rimski mučenik.

## Životopis
Prema predaji je bio rimski tribun kome je dan zadatak da, po naređenju cara Trajana, pogubi kršćane Aleksandra, Eventija i Teodola.  Međutim, kada su oni pred njim izveli čuda, Kvirin se preobratio na kršćanstvo zajedno sa svojom kćeri Balbinom. Zbog toga je pogubljen odrubljivanjem glave 116. ili 117. Kao dan mučeništva se navodi 30. ožujka, a sahranjen je u katakombi Pretekstata na Via Appiji.
Prema dokumentu iz Neussa iz godine 1485. Kvirinove relikvije je godine 1050. papa Lav IX. poklonio Gepi, opatici iz Neussa koja je opisana kao njegova sestra. Otada se one čuvaju u tamošnjoj romaničkoj crkvi. Građani Neussa su ga zazvali za vrijeme neuspješne opsade grada burgundskog vojvode Charlesa Neustrašivog 1474.−1475. Grad Coreggio u Italiji ga smatra isto svojim svecem zaštitnikom. U Njemačkoj među seljacima postoji poslovica "Wie der Quirin, so der Sommer" ("Kakav je Sveti Kvirin, takvo će biti ljeto"), odnosno po vremenu na 30. ožujka se predviđa kakvo će biti vrijeme tijekom ljeta.

## Vanjske poveznice
- eng. {{{1}}} Catholic Encyclopedia
- (tal.) San Quirino
- (njem.) Quirinus von Rome (von Neuss)
- (njem.) Quirinus von Neuss